# Frauenfußball Universitätssportverein Jena 2010-2011
Questa voce raccoglie le informazioni riguardanti la sezione di calcio femminile del Frauenfußball Universitätssportverein Jena nelle competizioni ufficiali della stagione 2010-2011.

## Divise e sponsor
Il main sponsor era UNI Jena, quello tecnico, fornitore delle tenute da gioco, Hummel.
|  | Casa | Trasferta |

## Organigramma societario
Tratto dal sito della Federcalcio tedesca (DFB)
Area tecnica
- Allenatore: Thorsten Zaunmüller (fino al 3 novembre 2010)
- Allenatore: Daniel Kraus (dal 4 novembre 2010 al 28 dicembre 2010)
- Allenatore: Konrad Weise (dal 29 dicembre 2010 al 30 giugno 2011)
- Allenatore in seconda: Sandy Mazur (fino al 24 ottobre 2010)
- Allenatore in seconda: Sebastian Ullrich
- Allenatore in seconda: Michael Zahn (dal 25 ottobre 2010 al 30 giugno 2011)
- Allenatore dei portieri: Daniel Kraus
- Fisioterapista:

## Rosa
Rosa, ruoli e numeri di maglia come da sito DFB.
| N. |                     | Ruolo | Calciatrice        |
| -- | ------------------- | ----- | ------------------ |
| 1  | Germania (bandiera) | P     | Jana Burmeister    |
| 2  | Germania (bandiera) | D     | Juliane Rath       |
| 3  | Germania (bandiera) | D     | Saskia Schwarz     |
| 4  | Germania (bandiera) | D     | Julia Arnold       |
| 5  | Germania (bandiera) | D     | Jofie Stübing      |
| 6  | Germania (bandiera) | C     | Susanne Utes       |
| 7  | Germania (bandiera) | A     | Sabrina Schmutzler |
| 8  | Germania (bandiera) | C     | Anna Höfer         |
| 9  | Germania (bandiera) | A     | Sabine Treml       |
| 11 | Germania (bandiera) | D     | Kathleen Radtke    |
| 12 | Germania (bandiera) | P     | Klara Muhle        |
| 13 | Germania (bandiera) | C     | Sylvia Arnold      |
| 14 | Germania (bandiera) | D     | Melanie Groll      |
| 15 | Germania (bandiera) | A     | Anne Bartke        |

| N. |                               | Ruolo | Calciatrice           |
| -- | ----------------------------- | ----- | --------------------- |
| 16 | Germania (bandiera)           | C     | Stephanie Milde       |
| 17 | Germania (bandiera)           | C     | Lisa Seiler           |
| 18 | Germania (bandiera)           | D     | Stephanie Krämer      |
| 19 | Germania (bandiera)           | C     | Lisa Feulner          |
| 20 | Ghana (bandiera)              | C     | Adjoa Bayor           |
| 21 | Germania (bandiera)           | D     | Marina Lehnhardt      |
| 22 | Germania (bandiera)           | C     | Karoline Heinze       |
| 23 | Germania (bandiera)           | D     | Laura Brosius         |
| 24 | Germania (bandiera)           | C     | Elisa Müller          |
| 25 | Camerun (bandiera)            | C     | Marlyse Ngo Ndoumbouk |
| 26 | Guinea Equatoriale (bandiera) | A     | Genoveva Añonma       |
| 27 | Germania (bandiera)           | A     | Saskia Lehnert        |
| 33 | Germania (bandiera)           | D     | Carolin Schiewe       |

## Calciomercato

### Sessione estiva
| Acquisti | Acquisti        | Acquisti           | Acquisti   |
| R.       | Nome            | da                 | Modalità   |
| -------- | --------------- | ------------------ | ---------- |
| P        | Klara Muhle     | TSV Stockheim      | definitivo |
| D        | Laura Brosius   | Turbine Potsdam    | definitivo |
| D        | Jofie Stübing   | Magdeburger FFC    | definitivo |
| C        | Anne Bartke     | Bad Neuenahr       | definitivo |
| C        | Karoline Heinze | Turbine Potsdam II | definitivo |
| C        | Carolin Schiewe | Turbine Potsdam    | definitivo |
| A        | Saskia Lehnert  | Ziesar 31          | definitivo |

| Cessioni | Cessioni        | Cessioni            | Cessioni   |
| R.       | Nome            | a                   | Modalità   |
| -------- | --------------- | ------------------- | ---------- |
| P        | Tessa Rinkes    | Herforder           | definitivo |
| D        | Laura Brosius   | Jena                | definitivo |
| D        | Carol Carioca   | Botucatu            | definitivo |
| C        | Ivonne Hartmann | Wolfsburg           | definitivo |
| C        | Anja Pioch      | Roter Stern Leipzig | definitivo |

### Sessione invernale
| Acquisti | Acquisti | Acquisti | Acquisti |
| R.       | Nome     | da       | Modalità |
| -------- | -------- | -------- | -------- |
|          |          |          |          |

| Cessioni | Cessioni    | Cessioni | Cessioni   |
| R.       | Nome        | a        | Modalità   |
| -------- | ----------- | -------- | ---------- |
| C        | Adjoa Bayor | Indiana  | definitivo |

## Risultati

### Frauen-Bundesliga

#### Girone di andata
| Arbitro: | Kunick (Lissa) |

|            |           |                         |
| Añonma 70’ | Marcatori | 8’, 55’ Arend 12’ Rauch |

| Arbitro: | Elsner (Duisburg) |

|  |           |                                            |
|  | Marcatori | 6’, 59’ Añonma 49’ J. Arnold 74’ S. Arnold |

| Jena 29 agosto 2010, ore 11:00 CEST 3ª giornata | Jena                        | 0 – 0 referto | SG Essen-Schönebeck | Ernst-Abbe-Sportfeld (291 spett.)\| Arbitro: \| Storch-Schäfer (Petersberg) \| |
| Arbitro:                                        | Storch-Schäfer (Petersberg) |               |                     |                                                                                |

| Arbitro: | Kurtes (Düsseldorf) |

|                    |           |                       |
| Lahr 19’ Kulig 86’ | Marcatori | 18’ Añonma 61’ Radtke |

| Arbitro: | Rafalski (Baunatal) |

|  |           |                                        |
|  | Marcatori | 9’ Aigner 41’, 62’ Wimbersky 44’ Bürki |

| Arbitro: | Biehl (Siesbach) |

|                                                       |           |            |
| Marozsán 16’ Garefrekes 19’ Prinz 24’, 73’ Smisek 28’ | Marcatori | 10’ Rolser |

| Arbitro: | Storch-Schäfer (Petersberg) |

|                 |           |             |
| Añonma 42’, 63’ | Marcatori | 72’ Gröbner |

| Arbitro: | Hussein (Bad Harzburg) |

|                                                       |           |  |
| Bajramaj 21’, 86’ Keßler 31’ Schmidt 38’ Nagasato 78’ | Marcatori |  |

| Arbitro: | Söder (Norimberga) |

|  |           |                                                                        |
|  | Marcatori | 17’, 22’, 39’ Okoyino da Mbabi 26’ Rolser 53’ Goeßling 64’, 90’ Kuznik |

| Arbitro: | Dietz |

|            |           |  |
| Grings 46’ | Marcatori |  |

| Arbitro: | Elsner (Duisburg) |

|          |           |                                                |
| Utes 10’ | Marcatori | 28’ Hartmann 36’ Müller 42’ Rantanen 78’ Moser |

#### Girone di ritorno
| Arbitro: | Schultz (Wolfsburg) |

|            |           |             |
| Edwards 5’ | Marcatori | 68’ Schiewe |

| Arbitro: | Derlin (Bad Schwartau) |

|  |           |                        |
|  | Marcatori | 37’, 67’, 76’ Thompson |

| Arbitro: | Wozniak (Herne) |

|                     |           |                        |
| Hoffmann 66’ (rig.) | Marcatori | 60’ Schiewe 76’ Añonma |

| Arbitro: | Elsner (Duisburg) |

|  |           |                  |
|  | Marcatori | 90’ Crnogorčević |

| Arbitro: | Müller-Schmäh (Potsdam) |

|                                           |           |  |
| Šimić 28’ Banecki 41’ Bürki 57’, 59’, 84’ | Marcatori |  |

| Arbitro: | Schultz (Wolfsburg) |

|  |           |                                          |
|  | Marcatori | 26’ Landström 54’ Garefrekes 90’ Pohlers |

| Arbitro: | Elsner (Duisburg) |

|                                  |           |                               |
| Laue 22’ Pollmann 67’ Jaques 71’ | Marcatori | 10’, 24’, 66’ Añonma 19’ Utes |

| Arbitro: | Kurtes (Düsseldorf) |

|                 |           |                                           |
| Añonma 23’, 82’ | Marcatori | 54’ Mittag 77’ (rig.) Zietz 90’ Odebrecht |

| Arbitro: | Rafalski (Baunatal) |

|                                 |           |           |
| Kuznik 62’ Okoyino da Mbabi 74’ | Marcatori | 25’ Treml |

| Arbitro: | Müller-Schmäh (Potsdam) |

|                     |           |                     |
| Añonma 7’ Milde 26’ | Marcatori | 59’ Grings 82’ Popp |

| Arbitro: | Wozniak (Herne) |

|              |           |                         |
| Hartmann 29’ | Marcatori | 61’, 66’ (rig.) Schiewe |

### DFB-Pokal der Frauen
| Arbitro: | Wolk (Worms) |

|  |           | |
|  | Marcatori | 8’ Utes 12’, 28’ Heinze 26’, 41’, 44’, 47’, 65’, 67’, 77’, 87’ Añonma 27’ Brosius 51’ Schiewe 61’, 81’ Lehnert 75’, 83’, 89’ J. Arnold |

| Arbitro: | Söder (Norimberga) |

|                                                       |           |                             |
| Milde 53’ Añonma 70’ (rig.) S. Arnold 94’ Seiler 118’ | Marcatori | 26’ Sainio 87’ (rig.) Maier |

| Arbitro: | Illing (Limbach-Oberfrohna) |

|  |           |                                                                       |
|  | Marcatori | 7’, 12’, 76’ Bajramaj 38’, 59’ Keßler 74’, 90’ Nagasato 83’ Löwenberg |

## Statistiche

### Statistiche di squadra
| Competizione         | Punti | In casa | In casa | In casa | In casa | In casa | In casa | In trasferta | In trasferta | In trasferta | In trasferta | In trasferta | In trasferta | Totale | Totale | Totale | Totale | Totale | Totale | DR  |
| Competizione         | Punti | G       | V       | N       | P       | Gf      | Gs      | G            | V            | N            | P            | Gf           | Gs           | G      | V      | N      | P      | Gf     | Gs     | DR  |
| -------------------- | ----- | ------- | ------- | ------- | ------- | ------- | ------- | ------------ | ------------ | ------------ | ------------ | ------------ | ------------ | ------ | ------ | ------ | ------ | ------ | ------ | --- |
| Frauen-Bundesliga    | 19    | 11      | 1       | 2       | 8       | 8       | 31      | 11           | 4            | 2            | 5            | 16           | 26           | 22     | 5      | 4      | 13     | 24     | 57     | -33 |
| DFB-Pokal der Frauen | -     | 2       | 1       | 0       | 1       | 4       | 10      | 1            | 0            | 0            | 1            | 18           | 0            | 3      | 2      | 0      | 1      | 22     | 10     | +12 |
| Totale               | -     | 13      | 2       | 2       | 9       | 12      | 41      | 12           | 4            | 2            | 6            | 34           | 26           | 25     | 7      | 4      | 14     | 46     | 67     | -21 |

### Andamento in campionato
| Giornata  | 1 | 2 | 3 | 4 | 5 | 6  | 7 | 8  | 9  | 10 | 11 | 12 | 13 | 14 | 15 | 16 | 17 | 18 | 19 | 20 | 21 | 22 |
| --------- | - | - | - | - | - | -- | - | -- | -- | -- | -- | -- | -- | -- | -- | -- | -- | -- | -- | -- | -- | -- |
| Luogo     | C | T | C | T | C | T  | C | T  | C  | T  | C  | T  | C  | T  | C  | T  | C  | T  | C  | T  | C  | T  |
| Risultato | P | V | N | N | P | P  | V | P  | P  | P  | P  | N  | P  | V  | P  | P  | P  | V  | P  | P  | N  | V  |
| Posizione | 9 | 6 | 7 | 8 | 9 | 11 | 9 | 10 | 11 | 11 | 11 | 11 | 11 | 11 | 11 | 11 | 11 | 10 | 10 | 10 | 10 | 10 |

Legenda:

Luogo: C = Casa; T = Trasferta. Risultato: V = Vittoria; N = Pareggio; P = Sconfitta.

### Statistiche delle giocatrici
| Giocatore        | Frauen-Bundesliga | Frauen-Bundesliga | Frauen-Bundesliga | Frauen-Bundesliga | DFB-Pokal der Frauen | DFB-Pokal der Frauen | DFB-Pokal der Frauen | DFB-Pokal der Frauen | Totale   | Totale | Totale      | Totale     |
| Giocatore        | Presenze          | Reti              | Ammonizioni       | Espulsioni        | Presenze             | Reti                 | Ammonizioni          | Espulsioni           | Presenze | Reti   | Ammonizioni | Espulsioni |
| ---------------- | ----------------- | ----------------- | ----------------- | ----------------- | -------------------- | -------------------- | -------------------- | -------------------- | -------- | ------ | ----------- | ---------- |
| G. Añonma        | 17                | 13                | 5                 | 0                 | 2                    | 9                    | 1                    | 0                    | 19       | 22     | 6           | 0          |
| J. Arnold        | 20                | 1                 | 3                 | 0                 | 3                    | 3                    | 0                    | 0                    | 23       | 4      | 3           | 0          |
| S. Arnold        | 17                | 1                 | 3                 | 0                 | 1                    | 1                    | 0                    | 0                    | 18       | 2      | 3           | 0          |
| A. Bayor         | 4                 | 0                 | 0                 | 0                 | -                    | -                    | -                    | -                    | 4        | 0      | 0           | 0          |
| A. Bartke        | 13                | 0                 | 0                 | 0                 | 2                    | 0                    | 0                    | 0                    | 15       | 0      | 0           | 0          |
| L. Brosius       | 22                | 0                 | 1                 | 0                 | 3                    | 1                    | 0                    | 0                    | 25       | 1      | 1           | 0          |
| J. Burmeister    | 22                | -57               | 0                 | 0                 | 3                    | -10                  | 0                    | 0                    | 25       | -67    | 0           | 0          |
| M. Groll         | 13                | 0                 | 1                 | 0                 | 3                    | 0                    | 0                    | 0                    | 16       | 0      | 1           | 0          |
| K. Heinze        | 17                | 0                 | 2                 | 0                 | 2                    | 2                    | 0                    | 0                    | 19       | 2      | 2           | 0          |
| A. Höfer         | -                 | -                 | -                 | -                 | -                    | -                    | -                    | -                    | -        | -      | -           | -          |
| S. Krämer        | -                 | -                 | -                 | -                 | -                    | -                    | -                    | -                    | -        | -      | -           | -          |
| M. Lehnardt      | -                 | -                 | -                 | -                 | -                    | -                    | -                    | -                    | -        | -      | -           | -          |
| S. Lehnert       | 7                 | 0                 | 0                 | 0                 | 3                    | 2                    | 0                    | 0                    | 10       | 2      | 0           | 0          |
| S. Milde         | 19                | 1                 | 3                 | 0                 | 3                    | 1                    | 0                    | 0                    | 22       | 2      | 3           | 0          |
| K. Muhle         | 0                 | 0                 | 0                 | 0                 | 0                    | 0                    | 0                    | 0                    | 0        | 0      | 0           | 0          |
| E. Müller        | 1                 | 0                 | 0                 | 0                 | -                    | -                    | -                    | -                    | 1        | 0      | 0           | 0          |
| M. Ngo Ndoumbouk | 8                 | 0                 | 1                 | 0                 | -                    | -                    | -                    | -                    | 8        | 0      | 1           | 0          |
| K. Radtke        | 16                | 1                 | 1                 | 0                 | 2                    | 0                    | 0                    | 0                    | 18       | 1      | 1           | 0          |
| J. Rath          | -                 | -                 | -                 | -                 | 1                    | 0                    | 0                    | 0                    | 1        | 0      | 0           | 0          |
| L. Seiler        | 20                | 0                 | 3                 | 1                 | 3                    | 1                    | 0                    | 0                    | 23       | 1      | 3           | 1          |
| C. Schiewe       | 22                | 4                 | 4                 | 0                 | 3                    | 1                    | 0                    | 0                    | 25       | 5      | 4           | 0          |
| S. Schmutzler    | 14                | 0                 | 2                 | 0                 | 1                    | 0                    | 0                    | 0                    | 15       | 0      | 2           | 0          |
| S. Schwarz       | 11                | 0                 | 2                 | 0                 | 2                    | 0                    | 0                    | 0                    | 13       | 0      | 2           | 0          |
| J. Stübing       | 8                 | 0                 | 0                 | 0                 | 2                    | 0                    | 0                    | 0                    | 10       | 0      | 0           | 0          |
| S. Treml         | 8                 | 1                 | 0                 | 0                 | -                    | -                    | -                    | -                    | 8        | 1      | 0           | 0          |
| S. Utes          | 19                | 2                 | 3                 | 0                 | 2                    | 1                    | 0                    | 0                    | 21       | 3      | 3           | 0          |